# Kevin Papatie
Kevin Papatie, aussi connu sous Kigos Papatè ou Kigos Papatie, est un cinéaste autochtone canadien de la communauté algonquine de Kitcisakik, située dans la région de l'Abitibi-Témiscamingue au Québec. Kevin Papatie a fait sa marque auprès du Wapikoni, un studio mobile de formation et de production multimédia qui se déplace dans les communautés autochtones du Québec pour offrir des stages de formation audiovisuelle aux jeunes des Premières nations.

## Carrière cinématographique
En 2006, Kevin Papatie réalise son premier court métrage de fiction Wabak. Il est l'un des premiers jeunes créateurs du Wapikoni mobile. Dans Wabak, Kevin Papatie et son co-réalisateur Gilles Penosway racontent l'histoire du premier Algonquin à naître et les expériences, bonnes ou mauvaises, que le jeune enfant rencontrera sur son chemin. Wabak a remporté le prix Main Film Jeune Espoir (Young Hope) au Festival Présence autochtone 2007 à Montréal et le meilleur film expérimental au Festival du film autochtone de Winnipeg en 2007. Au cours de cette même année, Kevin Papatie réalise son deuxième court métrage, Le bon sens,.
En 2007, Kevin Papatie lance deux courts métrages documentaires. Un grand départ et L'amendement, qui ont remporté le prix imagineNATIVE de la meilleure production en langue autochtone lorsqu'ils ont été présentés dans le cadre de ShortCuts Canada au Festival international du film de Toronto en 2008,. Plus tard cette année-là, L'amendement  est sorti en salles sous forme de court métrage précédant L'Âge des ténèbres de Denys Arcand. Il a ensuite remporté le Prix de l'image Sony 2008 au festival Filmer à tout prix à Bruxelles et le Identity Award 2009 au Festival de cine de los Pueblos Indigenas y las naciones sin de Valparaiso au Chili.
En 2008, Papatie a lancé Entre l'arbre et l'écorce, qui a remporté la Mention Création artistique du Conseil des arts et des lettres du Québec lors des Rendez-vous annuels du cinéma québécois à Montréal et le Prix Identité au Festival de cine de los Pueblos Indigenas y las naciones sin de Valparaiso au Chili. En 2009, son court métrage Nous Sommes est projeté pour la première fois et remporte l'année suivante le Prix de la Découverte au Festival de films de Portneuf sur l'environnement à Portnef. La chercheuse métisse Karine Bertrand a commenté le travail de Papatie, affirmant que « l’œuvre de Papatie explore avec lucidité des thèmes actuels tels que la perte de la langue, le vide identitaire et la difficulté de trouver un équilibre dans un monde spirituellement et physiquement déchiré, les jeunes autochtones étant malgré eux coincés entre l’arbre et l’écorce, faute de pouvoir établir une communication adéquate autant avec l’extérieur (Blancs) qu’avec les générations précédentes, dont les vocables anciens de la langue expriment un savoir-faire et un savoir-être ayant peu de correspondance avec la réalité contemporaine. »,.

## Filmographie
- Wabak (2006)
- Le bon sens (2006)
- Un grand départ (Un grand départ) (2007)
- L'amendement (2007)
- Entre l'arbre et l'écorce (2008)
- Nous Sommes (Nous sommes) (2009)
- Waseya dizihin (Trésor de lumière) (2010)
- Taxi indien (2011)
- Shamanitu (2012)
- Sakitakwin (Liberté) (2012)
- Le rêve (Le rêve) (2013)
- Kocom (2014)
- Trente-cinq (Trente-cinq) (2016)

## Prix
| Nom du prix                        | Festival / Cérémonie de remise des prix | Nom du film         | Année |
| ---------------------------------- | --------------------------------------- | ------------------- | ----- |
| Meilleur film expérimental         | Festival du film autochtone de Winnipeg | Wabak (2006)        | 2007  |
| Meilleur film en langue autochtone | Festival du film ImagineNATIVE          | L'amendement (2008) | 2008  |